# Florian Lotte
Florian Lotte (* 6. September 1985 in Lüdenscheid, Nordrhein-Westfalen) ist ein ehemaliger deutscher Eishockeyspieler, der eine Saison in der Deutschen Eishockey Liga verbracht hat.

## Karriere
Florian Lotte lernte in Iserlohn das Eishockeyspielen und durchlief die Nachwuchsabteilung des Iserlohner EC. 2005 stand er auch im DEL-Kader der Iserlohn Roosters und konnte einige Spiele absolvieren. Nach dieser Saison entschied er sich allerdings gegen eine weitere professionelle Sportkarriere und beendete seine Aktivität im Eishockey.

## Karrierestatistik
(Legende zur Spielerstatistik: Sp oder GP = absolvierte Spiele; T oder G = erzielte Tore; V oder A = erzielte Assists; Pkt oder Pts = erzielte Scorerpunkte; SM oder PIM = erhaltene Strafminuten; +/− = Plus/Minus-Bilanz; PP = erzielte Überzahltore; SH = erzielte Unterzahltore; GW = erzielte Siegtore; 1 Play-downs/Relegation; Kursiv: Statistik nicht vollständig)